# Wiktoria Tołstoj

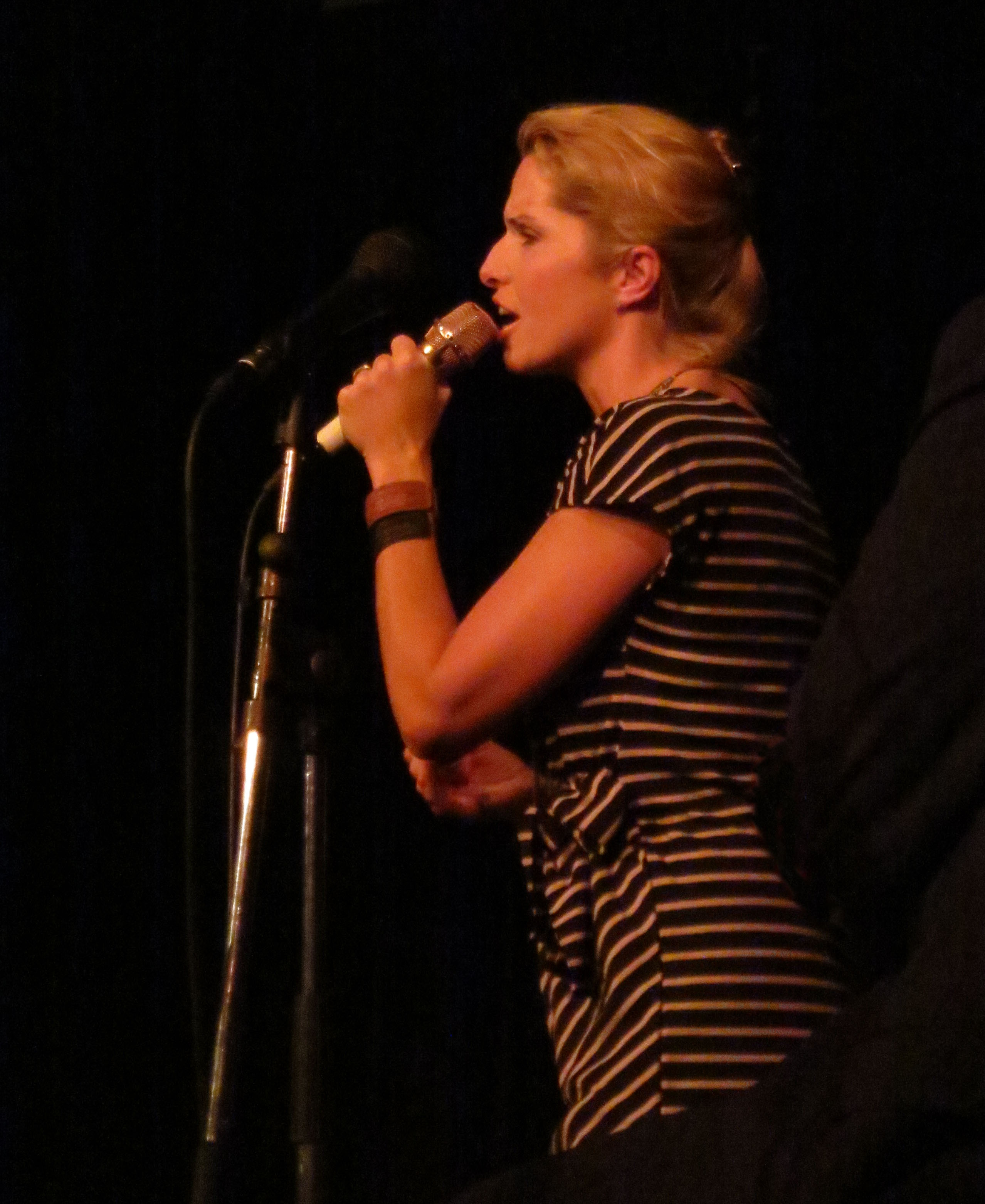
Viktoria Tolstoy 2012

Viktoria Tolstoy (ur. 1974) – szwedzka piosenkarka jazzowa. Jest córką Erika Kjellberga i praprawnuczką rosyjskiego pisarza Lwa Tołstoja.

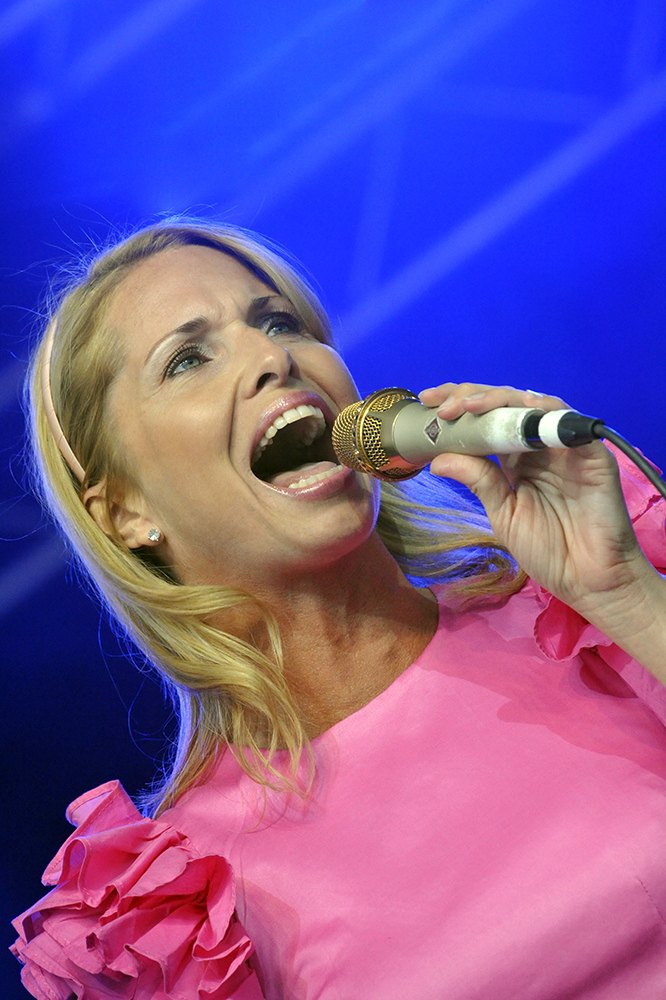
Viktoria Tolstoy na scenie w czasie Stockholm Jazz Festival 2010.

## Dyskografia
- 1994 - Smile, Love and Spices
- 1996 - För Älskad
- 1997 - White Russian
- 2001 - Blame It on My Youth
- 2004 - Shining on You Richard Spencer
- 2005 - My Swedish Heart
- 2006 - Pictures of Me
- 2008 - My Russian Soul
- 2017 - Meet Me At The Movies

Wystąpiła również gościnnie na albumie: 
- 2002 - Nils Landgren: Sentimental Journey